# Hyposmocoma phantasmatella
Hyposmocoma phantasmatella là một loài bướm đêm thuộc họ Cosmopterigidae. Nó là loài đặc hữu của Kauai.